# Sharon Stanis
Sharon Stanis (* in Cleveland/Ohio) ist eine US-amerikanische Geigerin und Musikpädagogin.
Stanis war Schülerin von Linda und David Cerone, Gary Kosloski, Henryk Kowalski und Peter Salaff. Sie studierte an der Indiana University bei Rostislav Dubinsky und erhielt dort den Bachelor- und Mastergrad. Sie spielte bei den Renaissance City Chamber Players und gründete mit Ann Elliott-Goldschmid, Joanna Hood und Pamela Highbaugh Aloni das Lafayette Quartet, mit dem sie sieben CDs aufnahm.
Sie ist außerdem Mitglied des Galiano Ensemble und des Aventa Ensemble, trat als Solistin mit dem Victoria Symphony Orchestra und dem Palm Court Orchestra auf und war Konzertmeisterin bei den Sommerfestivals des Victoria Symphony Orchestra. Mit Gary Karr führte sie beim Festival Basses Reloaded IV Giovanni Bottesinis Grand Duo auf. Außer den Alben mit dem Lafayette Quartet nahm sie Murray Adaskins Second Violin Sonata John Mills-Cockells Concerto of Deliverance und den Soundtrack zu Criminal Acts von Tobin Stokes auf CD auf. 
Außerdem unterrichtete Stanis an der Oakland University und am The Institute of Music and Dance in Detroit sowie Musikgeschichte an der Indiana University, wirkte als Jurorin bei Musikfestivals und gab Meisterklassen in den USA und Kanada. Als Artist in Residence unterrichtet sie Violine und Kammermusik an der University of Victoria.